# I Just Called to Say I Love You
"I Just Called To Say I Love You" é uma canção do cantor e compositor estadunidense Stevie Wonder, lançada como single em 1984. Permanece ainda atualmente como sua canção de maior sucesso comercial, tendo liderado 19 paradas musicais em todo o mundo. 
A canção foi o single principal da trilha sonora do filme The Woman in Red, que dividiu com outras duas canções de Wonder, e alcançou a primeira colocação na Billboard Hot 100 por três semanas consecutivas de 13 de outubro a 27 de outubro de 1984. Também se tornou a décima canção do artista a figurar na Billboard R&B e sua quarta na Adult Contemporary; passou três semanas no topo de todas as três paradas musicais. A canção também se consolidou como o maior sucesso de Wonder no Reino Unido, liderando as paradas musicais do país por seis semanas seguidas. A canção rendeu a Wonder um Globo de Ouro e o Oscar de Melhor Canção Original, além de ser indicada ao Grammy Award nas categorias: Melhor Performance Vocal Pop Masculina, Canção do Ano e Melhor Performance Pop Instrumental.